# Gabinete Montenegro
El XXIV gobierno constitucional (en portugués: XXIV Governo Constitucional) fue el gobierno de la República Portuguesa desde el 2 de abril de 2024 hasta el 5 de junio de 2025, bajo la XVI legislatura de la Asamblea de la República. Liderado por el liberal-conservador Luís Montenegro y formado tras las elecciones anticipadas de 2024, estuvo compuesto por 17 ministros.
Minoritario en la Asamblea de la República, estaba formada por una coalición entre el Partido Social Demócrata y el Centro Democrático y Social – Partido Popular, denominada Alianza Democrática.
Sucedió al XXIII Gobierno Constitucional, formado por el Partido Socialista y encargado de gestionar el gobierno de manera interina desde su dimisión a finales de 2023. Fue sucedido por el Segundo Gabinete Montenegro, tras ganar Alianza Democrática las elecciones anticipadas de 2025.

## Antecedentes

### Formación
El 7 de noviembre de 2023, António Costa presentó su dimisión al presidente de la República, Marcelo Rebelo de Sousa, pocas horas después de que su nombre fuera citado por los tribunales en un caso de tráfico de influencias que implica a su ministro de Infraestructura y a su jefe de gabinete. En el proceso, el jefe de Estado anunció que había aceptado esta renuncia y planteó la posibilidad de convocar elecciones anticipadas. De hecho, tomó esta decisión después de consultar a los partidos políticos y al Consejo de Estado, convocando a los portugueses a las urnas el 10 de marzo de 2024.
Al final de las elecciones legislativas, la coalición de partidos de centroderecha Alianza Democrática (AD) salió victoriosa pero no consiguió la mayoría absoluta, ni siquiera con el refuerzo externo de la Iniciativa Liberal (IL). La derecha reafirma entonces su negativa a gobernar con el partido de extrema derecha Chega (CH), tercero detrás del gobernante Partido Socialista (PS), que por su parte indica que no quiere obstaculizar la llegada del AD al poder.
El 20 de marzo, Marcelo Rebelo de Sousa encomendó al presidente del Partido Social Demócrata (PPD/PSD) y líder de la Alianza Democrática, Luís Montenegro, la misión de formar el nuevo gobierno portugués.

### Constitución
La lista de ministros se reveló el 28 de marzo de 2024.
Compuesto por 17 miembros, siete de ellos mujeres, el ejecutivo tiene un fuerte perfil político. Siete ministros pertenecen a la estrecha dirección del Partido Social Demócrata, que representa al 60% de "núcleo duro" de Luis Montenegro. El presidente del grupo parlamentario saliente y exjefe de asuntos económicos del PPD/PSD, Joaquim Miranda Sarmento, se convierte en Ministro de Finanzas, el presidente del consejo estratégico del partido y ex-director de campaña de Marcelo Rebelo de Sousa en 2016, Pedro Duarte es nombrado Ministro de Asuntos Parlamentarios, los vicepresidentes del Partido Social Demócrata Paulo Rangel y António Leitão Amaro son elegidos Ministro de Relaciones Exteriores y Ministro de la Presidencia respectivamente. Para las carteras vinculadas a las competencias comunitarias, el Primer Ministro elige especialistas en cuestiones europeas: el ex secretario de Estado dedicado a los fondos europeos Manuel Castro Almeida como ministro de Cohesión Territorial, y el eurodiputado José Manuel Fernandes como ministro de Agricultura. Al CDS – Partido Popular sólo se le entregó un ministerio, Nuno Melo, a quien, como se esperaba, se le ha confiado el Ministerio de Defensa Nacional.
La composición del nuevo ejecutivo también destaca la contratación de miembros de la sociedad civil. El Ministerio de Administración Interior está encomendado a la magistrada del Tribunal Supremo Margarida Blasco, exdirectora de inteligencia interior y luego de la Inspección General de las Fuerzas de Seguridad Interior. El académico y vicepresidente del Consejo Económico y Social Fernando Alexandre toma así las riendas del “superministerio" de Educación, Ciencia e Innovación. Ana Paula Martins, ex directora del hospital y ex presidenta del consejo nacional de la orden de farmacéuticos, asume como ministra de Salud. Para el Ministerio de Trabajo, Luís Montenegro convoca a Maria Palma Ramalho, abogada especialista en derecho laboral de la Universidad de Lisboa. La abogada Rita Júdice pasa a ser ministra de Justicia, mientras que el Ministerio de Cultura recae en Dalila Rodrigues, directora durante cinco años del Monasterio de los Jerónimos y de la Torre de Belém.
El gobierno asumió el cargo el 2 de abril siguiente. El 12 de abril, la Asamblea de la República rechazó las mociones de rechazo al programa de gobierno presentadas por el Bloque de Izquierda (BE) y el Partido Comunista (PCP), por 137 y 138 votos en contra, 78 y 77 abstenciones y 13 votos a favor.

## Gabinete Ministerial
Partido Social Demócrata
     Independientes
     Centro Democrático y Social – Partido Popular

### Primer ministro de la República Portuguesa
| Fotografía | Primer ministro | Período            | Período            | Partido | Partido |
| Fotografía | Primer ministro | Inicio             | Fin                | Partido | Partido |
| ---------- | --------------- | ------------------ | ------------------ | ------- | ------- |
|            | Luís Montenegro | 2 de abril de 2024 | 5 de junio de 2025 |         |         |

### Ministerios
| Ministerio                              | Fotografía | Titular                        | Período            | Período            | Partido | Partido |
| Ministerio                              | Fotografía | Titular                        | Inicio             | Fin                | Partido | Partido |
| --------------------------------------- | ---------- | ------------------------------ | ------------------ | ------------------ | ------- | ------- |
| Relaciones Exteriores                   |            | Paulo Rangel                   | 2 de abril de 2024 | 5 de junio de 2025 |         |         |
| Finanzas                                |            | Joaquim Miranda Sarmento       | 2 de abril de 2024 | 5 de junio de 2025 |         |         |
| Presidencia                             |            | António Leitão Amaro           | 2 de abril de 2024 | 5 de junio de 2025 |         |         |
| Cohesión Territorial                    |            | Manuel Castro Almeida          | 2 de abril de 2024 | 5 de junio de 2025 |         |         |
| Asuntos Parlamentarios                  |            | Pedro Duarte                   | 2 de abril de 2024 | 5 de junio de 2025 |         |         |
| Defensa Nacional                        |            | Nuno Melo                      | 2 de abril de 2024 | 5 de junio de 2025 |         |         |
| Justicia                                |            | Rita Júdice                    | 2 de abril de 2024 | 5 de junio de 2025 |         | Ind     |
| Administración Interna                  |            | Margarida Blasco               | 2 de abril de 2024 | 5 de junio de 2025 |         | Ind     |
| Educación, Ciencia e Innovación         |            | Fernando Alexandre             | 2 de abril de 2024 | 5 de junio de 2025 |         | Ind     |
| Salud                                   |            | Ana Paula Martins              | 2 de abril de 2024 | 5 de junio de 2025 |         |         |
| Infraestructura y Vivienda              |            | Miguel Pinto Luz               | 2 de abril de 2024 | 5 de junio de 2025 |         |         |
| Economía                                |            | Pedro Reis                     | 2 de abril de 2024 | 5 de junio de 2025 |         |         |
| Trabajo, Solidaridad y Seguridad Social |            | Maria do Rosário Palma Ramalho | 2 de abril de 2024 | 5 de junio de 2025 |         | Ind     |
| Ambiente y Energía                      |            | Graça Carvalho                 | 2 de abril de 2024 | 5 de junio de 2025 |         |         |
| Juventud y Modernización                |            | Margarida Balseiro Lopes       | 2 de abril de 2024 | 5 de junio de 2025 |         |         |
| Agricultura y Pesca                     |            | José Manuel Fernandes          | 2 de abril de 2024 | 5 de junio de 2025 |         |         |
| Cultura                                 |            | Dalila Rodrigues               | 2 de abril de 2024 | 5 de junio de 2025 |         | Ind     |